# أيوب لهنود
أيوب لهنود (مواليد سنة 1989) مخرج مغربي. هو ابن أخت المخرجة المغربية المعروفة فاطمة بوبكدي. وهو خريج المدرسة العالية للفنون البصرية بمراكش. وقام بإخراج مجموعة من الأعمال أبرزها مسلسل مول لمليح.

## مشواره الفني
ولد أيوب لهنود في الدار البيضاء عام 1989، وحصل على شهادة التعليم العالي في التصوير والإخراج من المدرسة العليا للفنون البصرية بمراكش. منذ عام 2011، عمل أيوب كمخرج سينمائي وتلفزيوني، وتحديدا في بضع حلقات مسلسل ساعة في الجحيم، والفيلم التلفزيوني "Dépannage"، بالإضافة إلى ثلاثة أفلام سينمائية قصيرة هي "Fish" (فيستيماج 2011) و"BAD" (جائزة Cinécole في مهرجان مراكش 2013) والبيضة ( نامور 2018، قسم نظرة من إفريقيا في مهرجان كليرمون فيران، ومسابقة كأس الفرنكوفونية 2018)، فيما تميز بإخراجه للمسلسل الدرامي مول لمليح الذي عرض في شهر رمضان 2022 على القناة الأولى المغربية.

## أعماله
- 2011: ساعة في الجحيم
- 2011: Fish
- 2013: BAD
- 2014:Dépannage
- 2018: البيضة
- 2022: مول لمليح
- 2023: عرس الديب

## وصلات خارجية
- أيوب لهنود على موقع IMDb (الإنجليزية)
- أيوب لهنود على موقع قاعدة بيانات الأفلام العربية